# Roy Axe
Royden Axe dit Roy Axe, né en septembre 1937 à Scunthorpe et mort le 5 octobre 2010 à Sarasota en Floride, est un designer automobile britannique.

## Biographie
Roy Axe est né à Scunthorpe et a étudié à Scunthorpe Grammar School (maintenant St Lawrence Academy).
Après avoir vendu DRA à Arup en 1999, Roy Axe a déménagé en Floride. Il est mort le 5 octobre 2010, à la suite d'un cancer pendant deux ans de lutte contre la maladie,.

## Carrière
Roy Axe a commencé sa carrière en 1959 dans le groupe Rootes où il est devenu styliste en chef, puis directeur de la conception. Rootes est absorbé par Chrysler Europe, en 1966. Roy Axe a dirigé presque tous les produits Chrysler, Rootes, Simca du début des années 1970; des modèles comme la Simca 1307-1308 et la Simca-Talbot Horizon qui ont remporté le trophée Voiture européenne de l'année en 1976 et 1978, respectivement. À la suite de l'effondrement de Chrysler Europe en 1977, Roy Axe est muté à Detroit pour diriger les studios de style de Chrysler aux États-Unis.
En 1982, Roy Axe retourne au Royaume-Uni, pour rejoindre British Leyland (BL), où il prend la direction de style en remplaçant David Bache (qui avait été tiré de BL en raison de désaccords avec Harold Musgrove le chef d'entreprise sur le développement Austin Maestro ), et était responsable de la construction d'un nouveau studio de style à leur usine de Canley. Il a également recruté une nouvelle équipe. Les premiers projets de ce nouveau studio incluent Projet XX (la Rover 800 ) et la MG EX-E concept de voiture.
En 1991, Roy Axe devient chef de la Warwick à base de véhicule de conseil en conception design Research Associates (DRA), qui résulte d'un rachat par la direction du studio de design de Rover en 1986. DRA a été acquis par Arup en 1999.

## Principaux modèles
- 1967 Sunbeam Rapier et Sunbeam Alpine fastback coupés
- 1970 Hillman Avenger / Plymouth Cricket
- 1975 Simca 1307-1308
- 1976 Chrysler Hunter
- 1977 Iran Khodro Paykan lifting
- 1979 Simca-Talbot Horizon
- 1980 Talbot Tagora[6]
- 1985 MG EX-E concept car
- 1986 Rover CCV concept car
- 1986 Rover 800 (développé en collaboration avec la Honda Legend)
- 1989 Rover 200/400
- 1994 Bentley Java concept car

Roye Axe a également été impliqué dans la conception de 1984 Austin Montego. La conception a été initiée avant que BL le rejoigne, mais il a été en mesure de faire des changements de dernière minute peu de temps avant qu'elle rentre en production. Des changements cosmétiques qui visait à améliorer la conception qui inclut des garnitures noires le long de la ligne de taille de la voiture. En raison de problèmes financiers de BL, l'Austin Maestro à hayon avait été retardée de plusieurs années.